# Kalidou Diouf
Kalidou Janik Diouf (* 31. August 1994 in Heidelberg) ist ein ehemaliger deutscher Basketballspieler senegalesischer Abstammung.

## Laufbahn
Diouf wurde als Sohn einer deutschen Mutter und eines aus dem Senegal stammenden Vaters in Heidelberg geboren. Er spricht Deutsch, Französisch, Englisch und Wolof. Diouf spielte in der Jugend des USC Heidelberg und ging 2009 ans Basketball-Internat der Urspringschule. Mit der U19-Mannschaft wurde er 2010, 2011 und 2013 deutscher Meister. 2012 gewann Diouf mit der Urspring-Auswahl das „Arby’s Classic“, ein traditionsreiches Turnier im US-Bundesstaat Tennessee. In der Saison 2011/12 gab er sein Debüt für die Herrenmannschaft Ehingen/Ursprings in der 2. Bundesliga ProA.
2013 ging er in die Vereinigten Staaten an die University of Alaska Anchorage. In der Saison 2013/14 setzte er aus. 2014/15 war Diouf in 31 Einsätzen in der zweiten Division der NCAA in der Kategorie Rebounds pro Spiel (5,3) erfolgreichster und in Punkten pro Spiel (10,4) viertbester Akteur seiner Uni-Mannschaft.
Zur Saison 2015/16 verließ er Alaska in Richtung Kalifornien und setzte sein Studium (Hauptfach: Journalismus) sowie seine Basketballlaufbahn an der California Baptist University (ebenfalls NCAA 2) fort. Nach seiner Rückkehr nach Deutschland unterschrieb er im Sommer 2018 einen Vertrag bei den White Wings Hanau (2. Bundesliga ProA). Er wurde in der Saison 2018/19 in 26 ProA-Spielen eingesetzt und erzielte im Schnitt 11,3 Punkte sowie 6,3 Rebounds pro Partie, verpasste mit der Mannschaft allerdings den Klassenerhalt. Diouf blieb in der zweiten Liga, indem er in der Sommerpause 2019 zu den Rostock Seawolves wechselte. Bei den Hanseaten kam er im Schnitt auf 13,4 Punkte sowie 5,6 Rebounds je Einsatz. Ende Juni 2020 wurde er vom Ligakonkurrenten Gladiators Trier als Neuzugang vermeldet. Er spielte bis zum Ende der Saison 2020/21 in Trier, ab Januar 2021 verstärkte er den Drittligisten BIS Baskets Speyer. Er spielte bis März 2022 für Speyer und ging dann an die California Baptist University zurück, um dort als Assistenztrainer zu arbeiten, wurde letztlich aber nicht Mitglied des Hochschultrainerstabes.

### Nationalmannschaft
Diouf spielte ab dem Altersbereich U16 für die deutsche Junioren-Nationalmannschaft. 2012 nahm er mit der U18-Nationalmannschaft am Albert-Schweitzer-Turnier teil.